# أبلون (لوداب)
أبلون (بالفارسية: ابلون) هي قرية تقع في إيران في قسم لوداب الريفي. يقدر عدد سكانها بـ 31 نسمة بحسب إحصاء 2016.